# Liste der Wappen im Ilm-Kreis
Diese Liste zeigt die Wappen der Städte und Gemeinden sowie Wappen von ehemals selbstständigen Städten und Gemeinden und aufgelösten Landkreisen im Ilm-Kreis in Thüringen.

Wappen des Ilm-Kreises[1]
Der Ilm-Kreis in Thüringen
Der Ilm-Kreis in Deutschland

## Wappen der Städte und Gemeinden
Folgende Gemeinden führen kein Wappen:
| - Alkersleben - Bösleben-Wüllersleben - Elleben | - Elxleben - Osthausen-Wülfershausen - Witzleben |

- Gemeinde
Amt Wachsenburg
- Kreisstadt
Arnstadt[2]
- Gemeinde
Dornheim[3]
- Gemeinde
Elgersburg[4]
- Gemeinde
Geratal
- Stadt
Großbreitenbach
- Stadt
Ilmenau[5]
- Gemeinde
Martinroda
- Stadt
Plaue[6]
- Stadt
Stadtilm[7]

## Wappen der Ortsteile

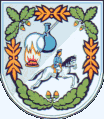
Stadt Großbreitenbach Ortsteil Altenfeld
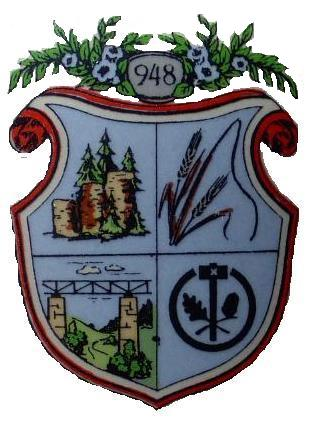
Gemeinde Martinroda Ortsteil Angelroda
Stadt Großbreitenbach Ortsteil Böhlen[8]
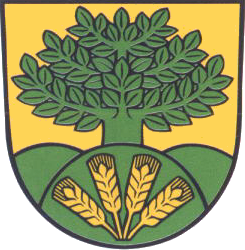
Stadt Ilmenau Ortsteil Bücheloh
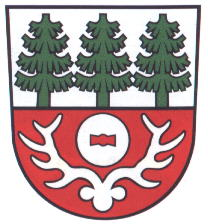
Gemeinde Geratal Ortsteil Frankenhain
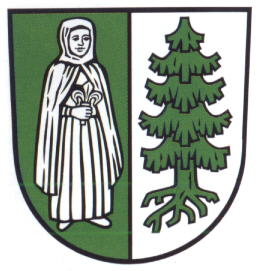
Stadt Ilmenau Ortsteil Frauenwald
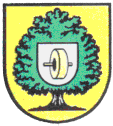
Stadt Großbreitenbach Ortsteil Friedersdorf
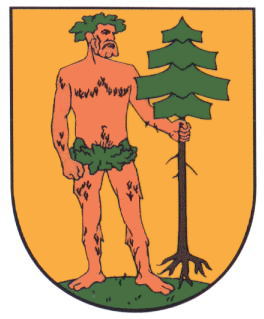
Stadt Ilmenau Ortsteil Gehren
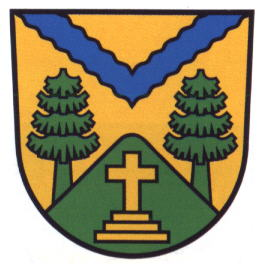
Gemeinde Geratal Ortsteil Geraberg
Gemeinde Geratal Ortsteil Geschwenda
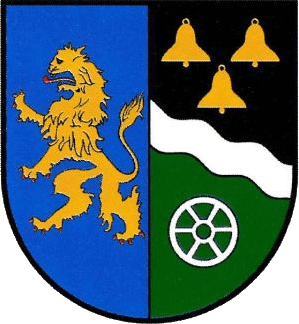
Stadt Großbreitenbach Ortsteil Gillersdorf
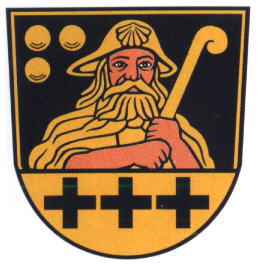
Gemeinde Geratal Ortsteil Gossel
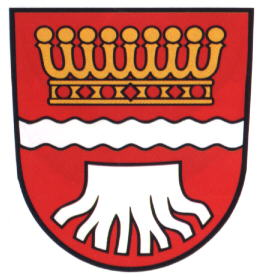
Gemeinde Geratal Ortsteil Gräfenroda
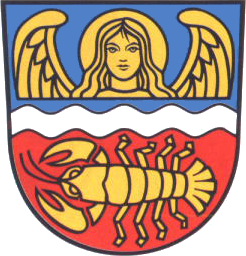
Stadt Ilmenau Ortsteil Gräfinau-Angstedt
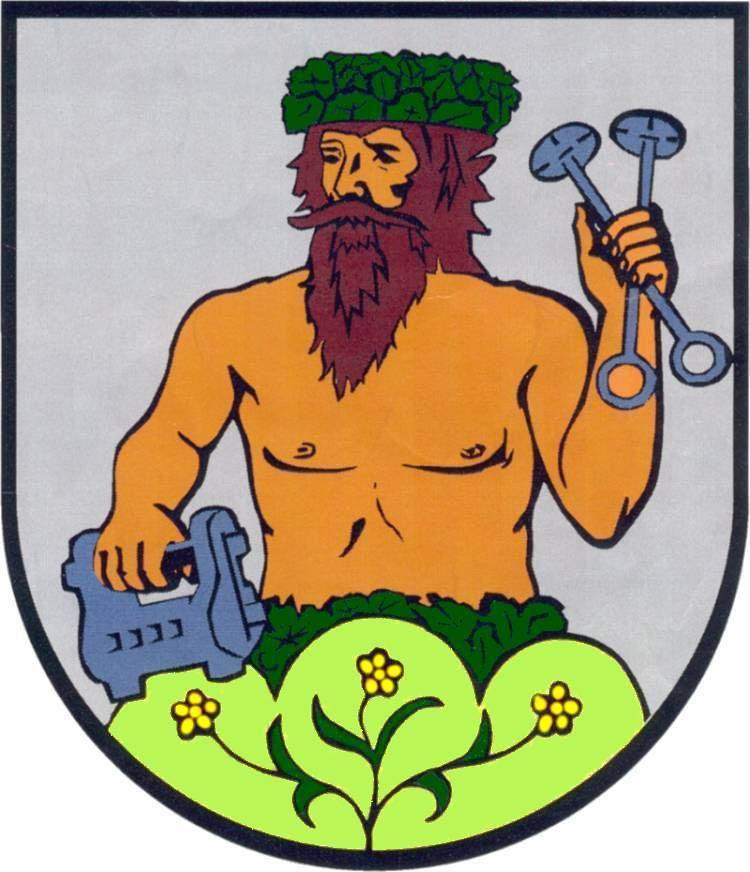
Stadt Großbreitenbach Ortsteil Großbreitenbach
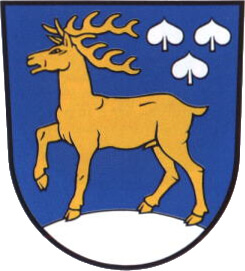
Stadt Großbreitenbach Ortsteil Herschdorf
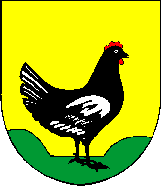
Stadt Ilmenau Ortsteil Heyda

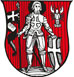
Gemeinde Amt Wachsenburg Ortsteil Ichtershausen
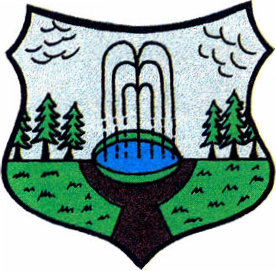
Stadt Ilmenau Ortsteil Jesuborn
Gemeinde Amt Wachsenburg Ortsteil Kirchheim
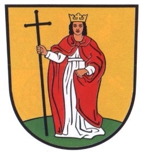
Stadt Ilmenau Ortsteil Langewiesen
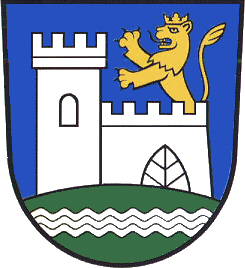
Gemeinde Geratal Ortsteil Liebenstein
Stadt Ilmenau Ortsteil Möhrenbach
Stadt Plaue Ortsteil Neusiß
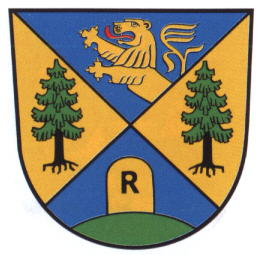
Stadt Großbreitenbach Ortsteil Neustadt am Rennsteig
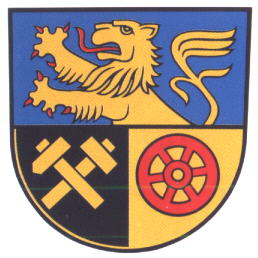
Stadt Ilmenau Ortsteil Pennewitz
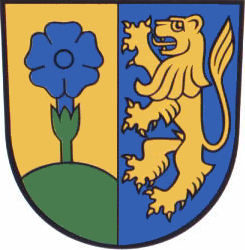
Stadt Stadtilm Ortsteil Singen
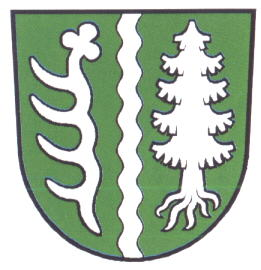
Stadt Ilmenau Ortsteil Stützerbach
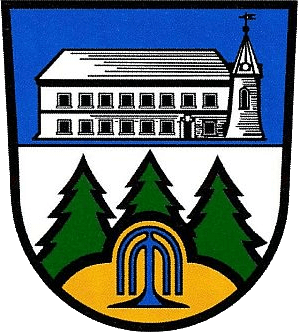
Stadt Großbreitenbach Ortsteil Wildenspring
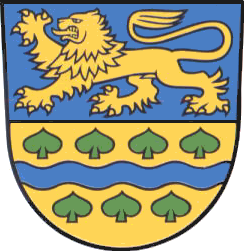
Stadt Ilmenau Ortsteil Wümbach
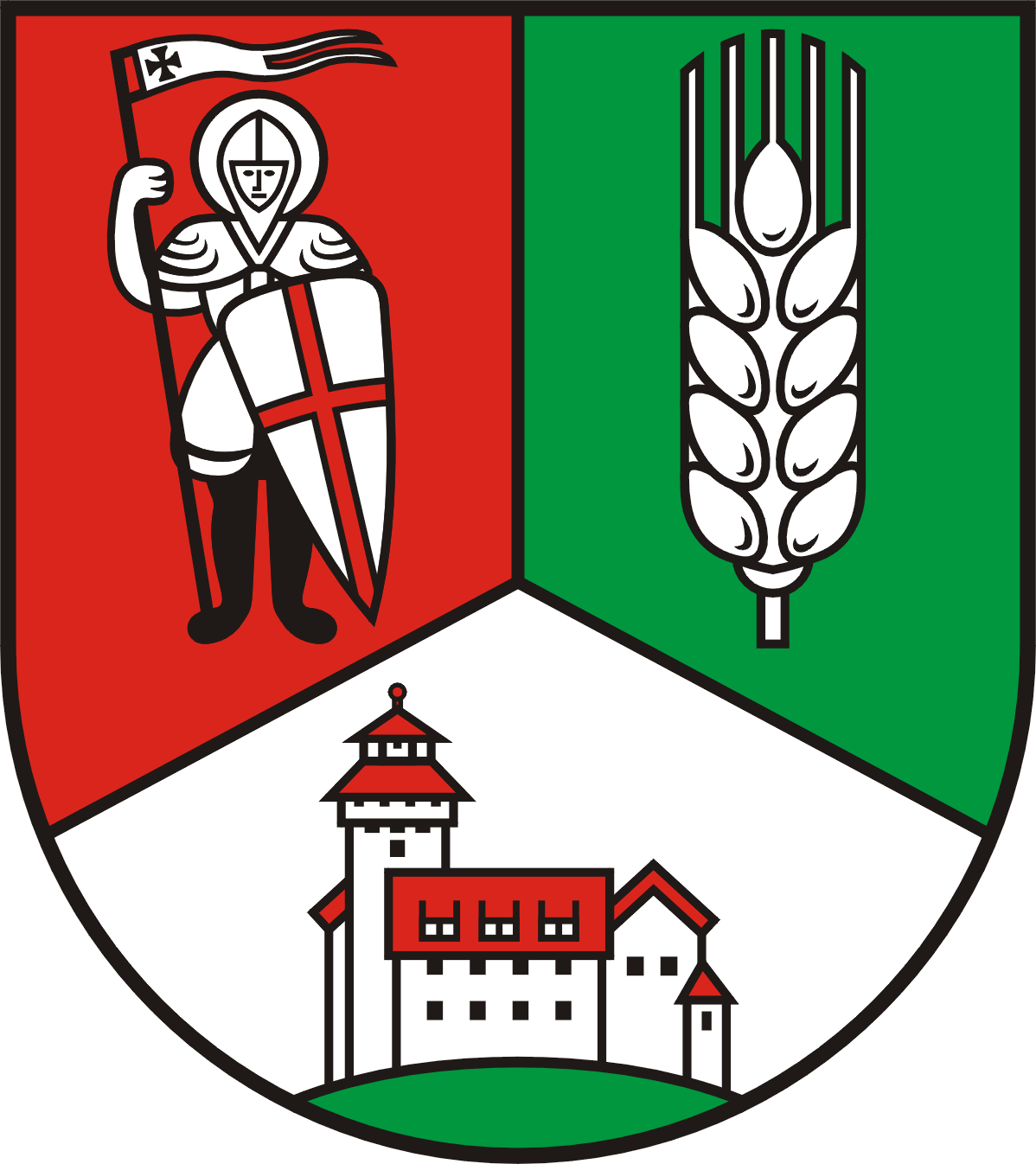
Gemeinde Amt Wachsenburg Ortsteil Ichtershausen
Kreisstadt Arnstadt

- Stadt Ilmenau
Ortsteil Jesuborn
Gemeinde Amt Wachsenburg
Ortsteil Kirchheim[20]
- Stadt Ilmenau
Ortsteil Langewiesen[21]
Gemeinde Geratal Ortsteil Liebenstein
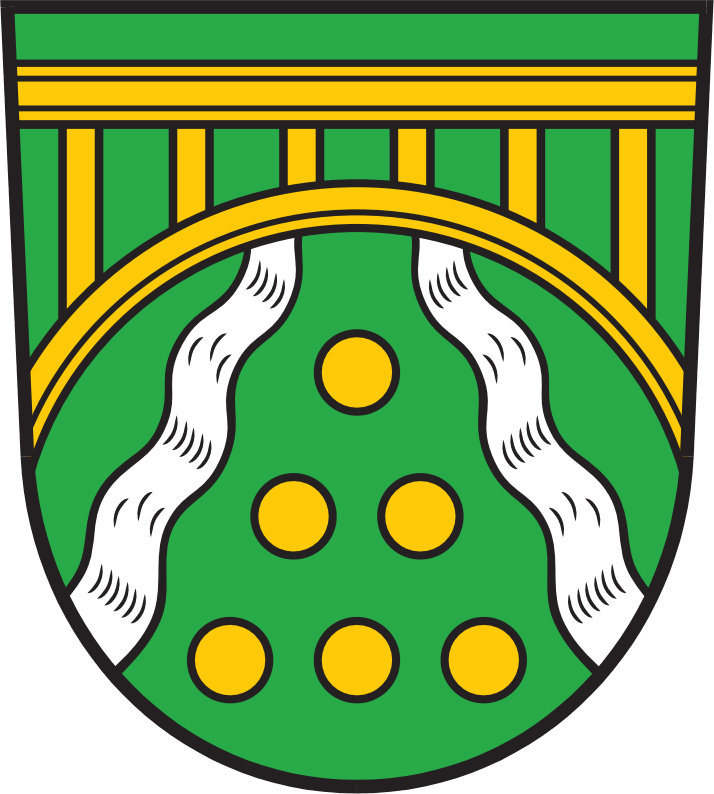
Gemeinde Geratal
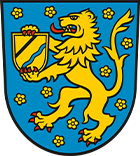
Stadt Ilmenau
Ortsteil Möhrenbach[22]
Stadt Plaue
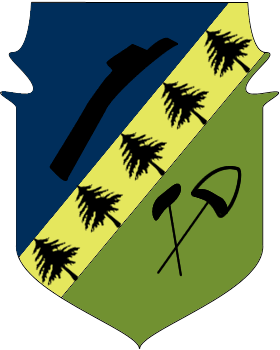
Gemeinde Martinroda
Ortsteil Neusiß
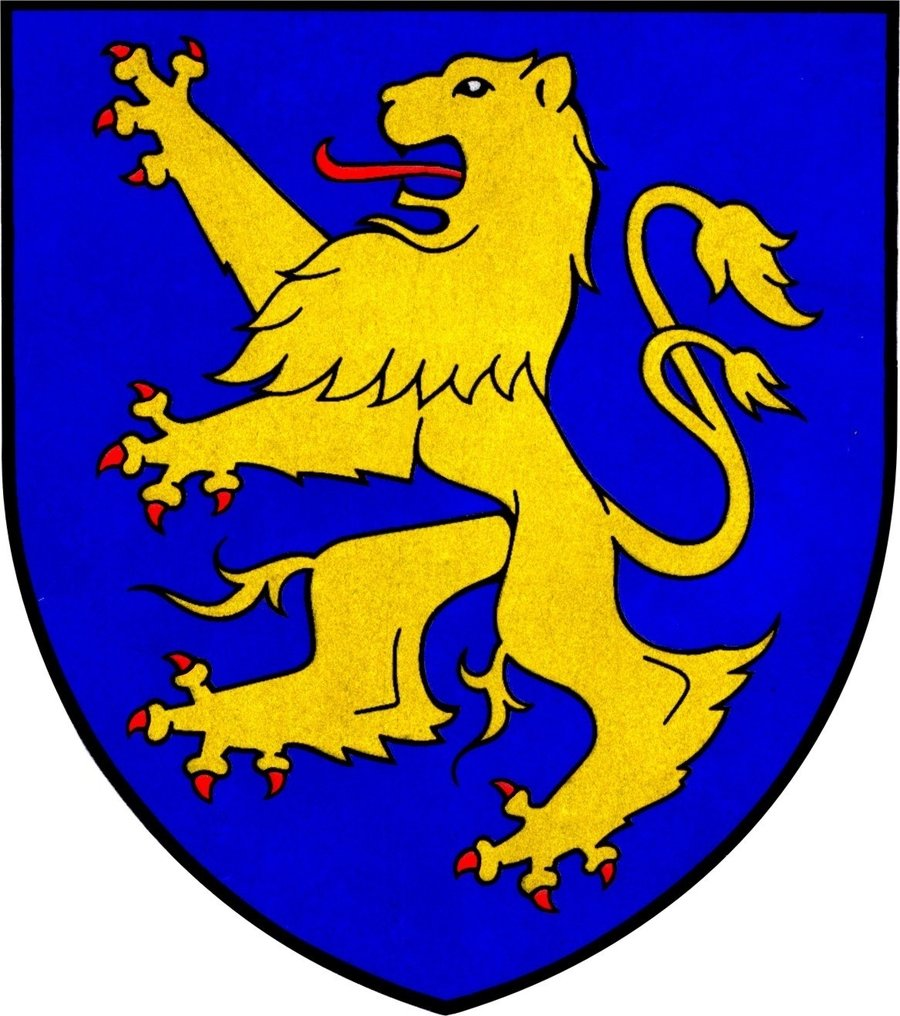
Stadt Großbreitenbach Ortsteil Neustadt am Rennsteig
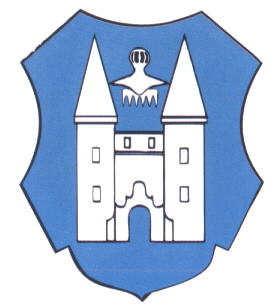
Stadt Ilmenau
Ortsteil Pennewitz[24]
- Stadt Stadtilm
Ortsteil Singen[25]
- Stadt Ilmenau
Ortsteil Stützerbach[26]
- Stadt Großbreitenbach
Ortsteil Wildenspring
- Stadt Ilmenau
Ortsteil Wümbach[27]

## Ehemalige Gemeinden mit eigenem Wappen

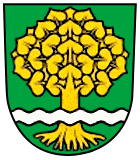
Gemeinde Ilmtal
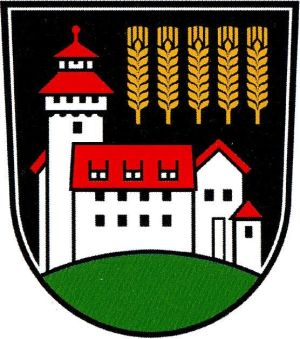
Gemeinde Wachsenburggemeinde
Gemeinde Wipfratal
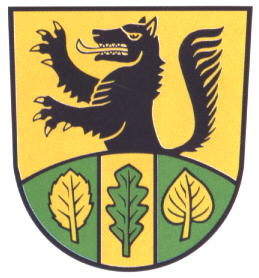
Gemeinde Wolfsberg

## Blasonierungen
1. ↑  Landkreiswappen: „Geviert von Gold und Blau; Feld 1 ein schwarzer, rotbewehrter Adler; Feld 2 und 3 ein goldener, rotbewehrter Löwe; Feld 4 auf schwarzem Berg eine schwarze Henne mit roter Bewehrung, rotem Kamm und Lappen.“ (Neues Thüringer Wappenbuch Band 2 Seite 7; Herausgeber: Arbeitsgemeinschaft Thüringen e.V. 1998 ISBN 3-9804487-2-X)
2. ↑  Arnstadt: „In Gold ein schwarzer, nach rechts blickender rot bewehrter Adler mit gespreizten Flügeln, aufgesperrtem Schnabel und vorgeschlagener Zunge.“ (Hauptsatzung Anlage A)
3. ↑  Dornheim: „Auf blauem Grund ein silberner Balken, dieser belegt mit Notenlinien, einem Violinschlüssel sowie den Noten b-a-c-h; oben zwei und unten eine goldene Königskrone.“ (Hauptsatzung § 2 Abs.1 (Memento des Originals vom 28. September 2007 im Internet Archive)  Info: Der Archivlink wurde automatisch eingesetzt und noch nicht geprüft. Bitte prüfe Original- und Archivlink gemäß Anleitung und entferne dann diesen Hinweis. (PDF-Datei; 2,52 MB))
4. ↑  Elgersburg: „In Grün unter einem silbernen Keil, darin ein blauer Sturzsparren, auf einem gewellten blauen Schildfuß, darin ein silbernes Wellenband, eine silberne Burg mit geschlossenem Tor.“ (Neues Thüringer Wappenbuch Band 2 Seite 9; Herausgeber: Arbeitsgemeinschaft Thüringen e.V. 1998 ISBN 3-9804487-2-X)
5. ↑  Ilmenau: „Auf silbernem Grund zwischen zwei hohen roten Türmen mit geschlossenen Toren und spitzen Dächern schwebend ein gevierter goldener Schild, dessen erstes und viertes Feld geteilt ist: oben ein wachsender, doppelköpfiger schwarzer Adler, über ihm schwebend eine goldene Krone, unten rot-silberne Schachung; im zweiten und dritten Feld auf grünem Dreiberg eine schwarze Henne; über dem Schild ein neunblättriger grüner Blattwedel.“ (Hauptsatzung § 2 Abs.1 (Memento des Originals vom 23. Oktober 2007 im Internet Archive)  Info: Der Archivlink wurde automatisch eingesetzt und noch nicht geprüft. Bitte prüfe Original- und Archivlink gemäß Anleitung und entferne dann diesen Hinweis. (PDF-Datei; 116 kB))
6. ↑  Plaue: „In Blau ein goldener Löwe mit roter Zunge und Bewehrung.“ (Neues Thüringer Wappenbuch Band 2 Seite 16; Herausgeber: Arbeitsgemeinschaft Thüringen e.V. 1998 ISBN 3-9804487-2-X)
7. ↑  Stadtilm: „In Blau ein zweitürmiges silbernes Gebäude mit offenem Portal und Brückengang zwischen den Türmen; darüber schwebend ein silberner Kamm, überhöht von einem silbernen Spangenhelm.“ (Neues Thüringer Wappenbuch Band 2 Seite 17; Herausgeber: Arbeitsgemeinschaft Thüringen e.V. 1998 ISBN 3-9804487-2-X)
8. ↑  Böhlen: „In Grün eine auf einer wachsenden silbernen Weltkugel stehende nackte goldene Frau, ein silbernes Band über ihren Kopf und um ihren Körper schwingend, beseitet von je einer silbernen Fichte.“ (Neues Thüringer Wappenbuch Band 2 Seite 8; Herausgeber: Arbeitsgemeinschaft Thüringen e.V. 1998 ISBN 3-9804487-2-X)
9. ↑  Bücheloh: „In Gold eine grüne Buche, die aus einem grünen Berg wächst, der mit vier goldenen Ähren belegt und von zwei weiteren grünen Bergen beseitet ist.“ (Neues Thüringer Wappenbuch Band 2 Seite 19; Herausgeber: Arbeitsgemeinschaft Thüringen e.V. 1998 ISBN 3-9804487-2-X)
10. ↑  Frankenhain: „Geteilt von Silber und Rot; oben drei stilisierte grüne Tannen, unten ein silbernes Mühlrad über einem silbernen Geweih.“ (Neues Thüringer Wappenbuch Band 2 Seite 9; Herausgeber: Arbeitsgemeinschaft Thüringen e.V. 1998 ISBN 3-9804487-2-X)
11. ↑  Frauenwald: „Geteilt von Grün und Silber; vorn eine silberne Frauengestalt im mittelalterlich-klösterlichen Gewand, hinten eine grüne bewurzelte Fichte.“ (Neues Thüringer Wappenbuch Band 2 Seite 10; Herausgeber: Arbeitsgemeinschaft Thüringen e.V. 1998 ISBN 3-9804487-2-X)
12. ↑  Gehren: „In Gold auf grünem Boden ein Wilder Mann mit Laubkrone und Laubschurz, in der linken Hand eine bewurzelte Fichte haltend.“ (Wappen seit 1855)
13. ↑  Geraberg: „In Gold ein grüner, mit einem goldenen, auf drei Stufen erhöhten Passionskreuz belegter Berg, auf dem rechts und links je eine grüne Fichte steht; darüber im Schildhaupt ein gestürzter blauer Wellensparren.“ (Hauptsatzung § 2 Abs.1Hauptsatzung §3 (2) (Seite nicht mehr abrufbar, festgestellt im Juli 2023. Suche in Webarchiven))
14. ↑  Gossel: „In Schwarz das Brustbild eines Mannes mit goldenem Bart und Haaren im goldenen Gewand und einem mit einer Muschel verzierten goldenen Hut, in beiden Händen einen goldenen gekrümmten Stab haltend, rechts oben begleitet von drei (2:1) goldenen Kugeln; im goldenen Schildfuß drei balkenweise angeordnete schwarze gemeine Kreuze.“ (Neues Thüringer Wappenbuch Band 2 Seite 12; Herausgeber: Arbeitsgemeinschaft Thüringen e.V. 1998 ISBN 3-9804487-2-X)
15. ↑  Gräfenroda: „In Rot, geteilt durch einen silbernen Wellenbalken; oben eine goldene neunzackige Grafenkrone, unten ein silberner Stubben.“ (Neues Thüringer Wappenbuch Band 2 Seite 12; Herausgeber: Arbeitsgemeinschaft Thüringen e.V. 1998 ISBN 3-9804487-2-X)
16. ↑  Gräfinau-Angstedt: „Von Blau über Rot geteilt mit einem silbernen Wellenbalken, oben schwebend das Brustbild eines goldenen Engels, unten schwebend ein goldener Krebs.“ (Neues Thüringer Wappenbuch Band 2 Seite 19; Herausgeber: Arbeitsgemeinschaft Thüringen e.V. 1998 ISBN 3-9804487-2-X)
17. ↑  Großbreitenbach: „In Silber aus einem grünen mit drei goldenen Blumen belegten Dreiberg wachsend ein Wilder Mann mit Laubkranz und Laubschurz, in der Rechten ein blaues Malschloß, in der erhobenen Linken zwei dazugehörige Schlüssel.“ (Neues Thüringer Wappenbuch Band 2 Seite 13; Herausgeber: Arbeitsgemeinschaft Thüringen e.V. 1998 ISBN 3-9804487-2-X)
18. ↑  Herschdorf: „In Blau ein goldener Hirsch auf einem silbernen Berg schreitend, links oben begleitet von drei (2:1) silbernen Lindenblättern.“ (Neues Thüringer Wappenbuch Band 2 Seite 13; Herausgeber: Arbeitsgemeinschaft Thüringen e.V. 1998 ISBN 3-9804487-2-X)
19. ↑  Ichtershausen: „In Rot, auf einem silbernen Berg stehend, ein goldener nimbierter Ritter ohne Helm, mit silbernem Schwert, in der rechten Hand eine silberne Lanze haltend, daran befestigt eine silberne Fahne mit rotem Kreuz und die linke Hand auf einem silbernen Schild mit rotem Kreuz gestützt, links oben begleitet von einem silbernen Krebs.“ (Hauptsatzung § 2 Abs.1 (Memento des Originals vom 22. Februar 2006 im Internet Archive)  Info: Der Archivlink wurde automatisch eingesetzt und noch nicht geprüft. Bitte prüfe Original- und Archivlink gemäß Anleitung und entferne dann diesen Hinweis.)
20. ↑  Kirchheim: „In Rot mit grünem Schildfuß eine goldene Kirche mit linkem Turm, über dem Dach schwebend drei (2:1) silberne sechsspeichige Wagenräder.“ (Hauptsatzung § 3 Abs.1 (Memento des Originals vom 28. September 2007 im Internet Archive)  Info: Der Archivlink wurde automatisch eingesetzt und noch nicht geprüft. Bitte prüfe Original- und Archivlink gemäß Anleitung und entferne dann diesen Hinweis. (PDF-Datei; 3,86 MB))
21. ↑  Langewiesen: „In Gold die heilige Margarethe mit silbernem Kleid, rotem Gewand und goldener Krone auf einem grünen Hügel stehend, in der Rechten einen schwarzen Kreuzstab haltend.“ (Neues Thüringer Wappenbuch Band 2 Seite 15; Herausgeber: Arbeitsgemeinschaft Thüringen e.V. 1998 ISBN 3-9804487-2-X)
22. ↑  Möhrenbach: "Durch einen aus einem silbernen Schildfuß gezogenen silbernen Pfahl gespalten von Grün und Balu, rechts und links silbern bordiert; vorn ein goldenes sechsspeichiges Rad, hinten gekreuzt eine silberne Schaufel und ein silberner Pickel."
23. ↑  Neustadt am Rennsteig: „Schräggeviert; Feld 1: in Blau ein aus der linken Teilung wachsender goldener doppelschwänziger Löwe mit ausgeschlagener roter Zunge; Feld 2 und 3: in Gold je eine bewurzelte grüne Fichte mit schwarzem Stamm und schwarzen  Wurzeln; Feld 4: in Blau auf grünem Berg ein goldener Stein, belegt mit einem schwarzen “R”.“ (Homepage der VerwaltungsgemeinschaftHauptsatzung (Seite nicht mehr abrufbar, festgestellt im Juli 2023. Suche in Webarchiven))
24. ↑  Pennewitz: „Geteilt und unten gespalten, oben in Blau ein wachender goldener Löwe mit roter ausgeschlagener Zunge und roter Bewehrung, unten vorn in Schwarz ein goldenes Eisen mit einem goldenen Schlägel gekreuzt, unten hinten ein rotes sechsspeichiges Rad auf goldenem Grund.“
25. ↑  Singen: „Von Gold und Blau gespalten; vorn auf einem grünen Berg eine stilisierte blaue Schlüsselblume mit grünem Stiel und Kelch; hinten ein goldener aufsteigender Löwe.“ (Neues Thüringer Wappenbuch Band 2 Seite 14; Herausgeber: Arbeitsgemeinschaft Thüringen e.V. 1998 ISBN 3-9804487-2-X)
26. ↑  Stützerbach: „In Grün, gespalten durch einen silbernen Wellenbalken, vorn eine silberne fünfendige Hirschstange mit Grind; hinten eine silberne ausgerissene Fichte.“ (Neues Thüringer Wappenbuch Band 2 Seite 18; Herausgeber: Arbeitsgemeinschaft Thüringen e.V. 1998 ISBN 3-9804487-2-X)
27. ↑  Wümbach: „Geteilt von Blau über Gold; oben ein rechtsgewendeter schreitender goldener Löwe, unten ein blauer Wellenbalken, begleitet oben von vier und unten von drei grünen Lindenblättern.“ (Neues Thüringer Wappenbuch Band 2 Seite 19; Herausgeber: Arbeitsgemeinschaft Thüringen e.V. 1998 ISBN 3-9804487-2-X)
28. ↑  Wolfsberg: „In Gold ein schwarzer Wolf aus einem grünen, durch einen goldenen Pfahl gespaltenen Berg, der vorn mit einem goldenen Buchenblatt, in der Mitte mit einem grünen Eichenblatt und hinten mit einem goldenen Lindenblatt belegt ist.“ (Neues Thüringer Wappenbuch Band 2 Seite 18; Herausgeber: Arbeitsgemeinschaft Thüringen e.V. 1998 ISBN 3-9804487-2-X)